# Sot del Sastre

El Sot del Sastre, respecte del terme de Castellcir

El Sot del Sastre és un torrent i un sot dels termes municipals de Moià i de Castellcir, a la comarca del Moianès.
És a l'extrem nord-oest del terme de Castellcir, i a prop de l'extrem oriental del de Moià, en el vessant nord-oest del Serrat de la Barraca. Està situat a llevant de la masia de la Tuta, a ponent de la dels Plans del Toll i a migdia de la del Toll. Queda al nord de la Vall de Llàgrimes i de la Font de l'Arrel, i és un dels torrents que formen el de les Berengueres. Queda al nord-est dels Plans de la Tuta.

## Etimologia
Es tracta d'un topònim romànic modern de caràcter descriptiu, generat ja en català; és el sot on es trobava el tros que conreaven els de Cal Sastre, de Castellcir.